# Jenner-Gletscher
Der Jenner-Gletscher ist ein 5 km langer Gletscher in den Solvay Mountains im Süden der Brabant-Insel im Palmer-Archipel. Er fließt südwestwärts in den östlichen Arm der Duperré-Bucht.
Der Gletscher erscheint namenlos auf argentinischen Karten aus dem Jahr 1953. Fotografiert wurde er zwischen 1956 und 1957 durch die Hunting Aerosurveys Ltd. Diese Luftaufnahmen dienten der Kartierung im Jahr 1959. Das UK Antarctic Place-Names Committee benannte den Gletscher 1960 nach dem englischen Arzt Edward Jenner (1749–1823), der die moderne Schutzimpfung gegen Pocken entwickelte.